# DeLaca Island
DeLaca Island ist eine kleine, u-förmige Insel im westantarktischen Palmer-Archipel. Sie liegt 1,3 km westlich des Bonaparte Point vor der Südwestküste der Anvers-Insel.
Die Insel ist eines von zwei Hauptgebieten des United States Antarctic Research Program für das Studium landlebender Gliederfüßer in Antarktika. Das Advisory Committee on Antarctic Names benannte sie 1975 nach dem Biologen Ted E. DeLaca von der University of California, Davis, der in diesem Gebiet zwischen 1971 und 1974 tätig war.